# Drahnsdorf
Drahnsdorf è un comune di 666 abitanti del Brandeburgo, in Germania.

Appartiene al circondario di Dahme-Spreewald ed è parte dell'Amt Unterspreewald.

## Geografia antropica

### Suddivisioni amministrative
Il territorio comunale si divide in due zone (Ortsteil), corrispondenti al centro abitato di Drahnsdorf e a 1 frazione:

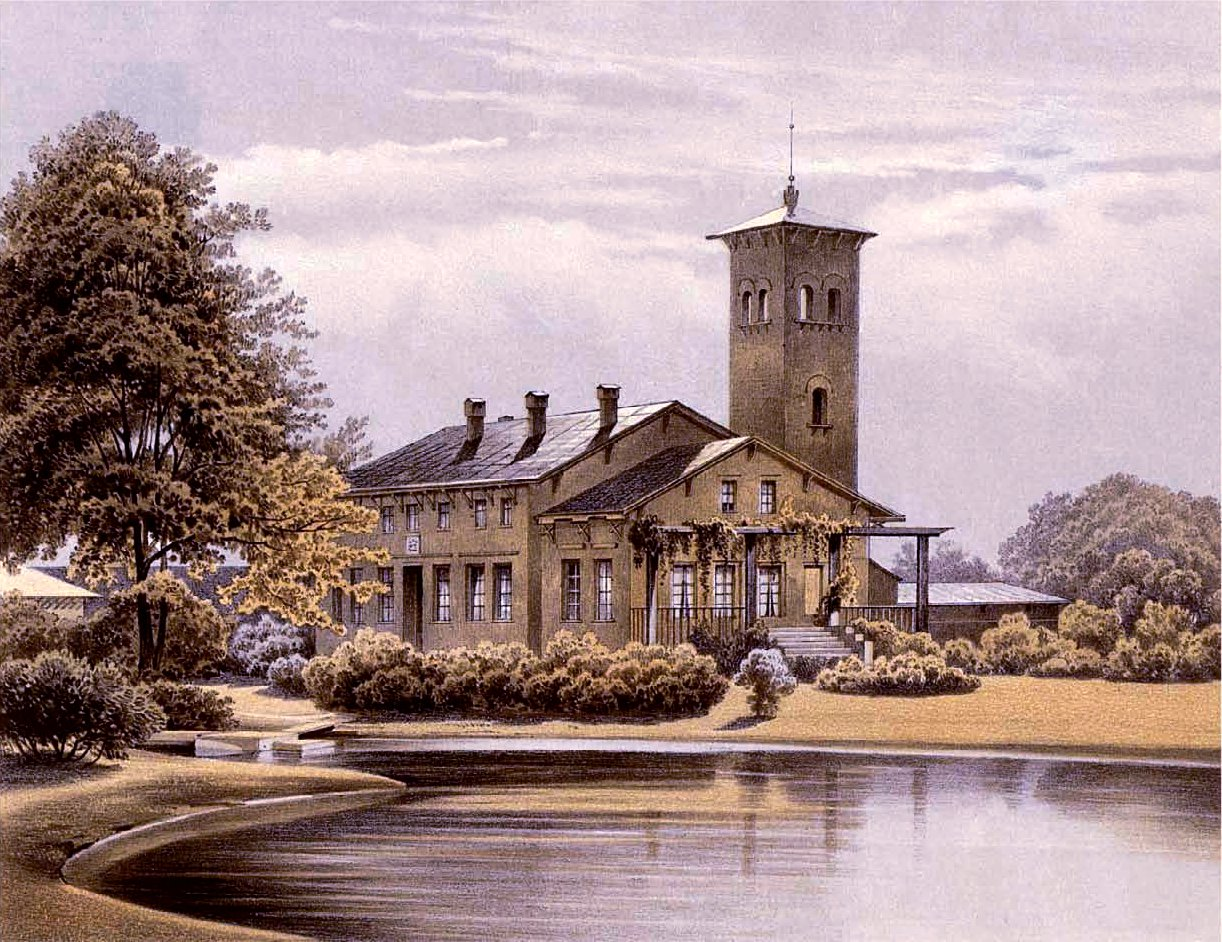
House Krossen, around 1860, Edition by Alexander Duncker

- Drahnsdorf, con la località:
  - Krossen
- Falkenhain, con la località:
  - Schäcksdorf